# Eduardo Arana
Eduardo Arana (Buenos Aires, 1858 - San Isidro, 14 de septiembre de 1940) fue un hacendado, funcionario y político argentino que ocupó varios cargos en la provincia de Buenos Aires, incluso el de gobernador interino durante cuatro meses.

## Biografía
Hijo de Arminda S. y de Daniel Arana, fue nieto de Felipe Arana, ministro de Relaciones Exteriores del gobernador Juan Manuel de Rosas. Se enroló en las milicias de Buenos Aires durante la Revolución de 1874, participando en las operaciones de guerra. Más tarde formó parte de la Juventud Autonomista, que apoyaba a Adolfo Alsina, y era amigo de Roque Sáenz Peña, Marcelino Ugarte y Lucio Vicente López. Estudió derecho en la Universidad de Buenos Aires, aunque no se graduó.
Se dedicó a la administración de su estancia en Tandil, y participó activamente en política. En 1886 fue elegido diputado nacional y dos años más tarde presidente del Crédito Público, cargo que ocupaba cuando estalló el pánico de 1890; abandonó ese cargo para formar parte de la Convención Constituyente provincial al año siguiente.
Fue elegido diputado nacional en dos períodos consecutivos, y en 1906, por influencia del gobernador Marcelino Ugarte, fue elegido senador provincial. Pocos meses después obtuvo una licencia, cuando el gobernador Irigoyen lo nombró intendente de Tandil. Fue parte del comité fundacional del Partido Conservador de la provincia de Buenos Aires.
En 1910 fue nuevamente senador provincial, pasando a ocupar la presidencia del senado. En septiembre de 1912, el general José Inocencio Arias fue el primer gobernador de Buenos Aires en fallecer en ejercicio de su cargo, por lo que fue sucedido por el vicegobernador, coronel Ezequiel de la Serna. Pero éste falleció también el 15 de marzo de 1913.
La situación de acefalía en que quedaba la provincia obligó a Arana a ejercer como titular del Ejecutivo provincial. Durante su mandato, se limitó a convocar a elecciones de gobernador y vicegobernador, para ocupar el gobierno solamente hasta cumplir el período correspondiente al gobernador Arias. La premura con que se convocó esta elección y la abstención electoral en que se mantenía la Unión Cívica Radical llevó a una sola lista a presentar candidatos: el Partido Conservador, cuyo fórmula, formada por Juan Manuel Ortiz de Rosas y Luis García, triunfó sin oposición y tomó posesión del mando el 2 de julio del mismo año. Llamativamente, el 1 de septiembre, el gobernador Ortiz de Rosas falleció también.
Una de las pocas gestiones que había alcanzado a cubrir en su breve mandato de cuatro meses fue la inauguración de la Escuela de Fruticultuda, actual Escuela Agrotécnica "Osvaldo Magnasco", en Dolores. La otra iniciativa notable fue la sanción de la Ley 3.489, que regiría las elecciones provinciales, sancionada en consonancia con la Ley Sáenz Peña. No obstante, si bien las elecciones eran secretas y obligatorias, las mismas no se guiaban por los padrones militares, sino por los arbitrarios padrones municipales, por lo que no tuvo demasiado efecto sobre la limpieza de las elecciones.
Durante el resto de su mandato como senador provincial propuso y logró la sanción de las leyes que creaban los partidos de Roque Pérez y partido de Esteban Echeverría.
En las elecciones de 1914 triunfó la candidatura conservadora de Marcelino Ugarte. Este nombró Ministro de Obras Públicas a Eduardo Arana. Su ministerio tenía la pretensión de destacarse por grandes proyectos edilicios, pero el estallido de la Gran Guerra dejó los planes en nada. En abril de 1917, la provincia fue intervenida por decreto del presidente Hipólito Yrigoyen.
Fue elegido diputado nacional en 1922, ocupando esa banca hasta 1924.
En 1930, a raíz del golpe de Estado que inició la llamada Década Infame, fue secretario del gobierno provincial bonaerense nombrado por el dictador José Félix Uriburu; fue ministro de Obras Públicas del gobernador de facto Carlos Meyer Pellegrini en 1931. En 1934 fue miembro de la Convención Constituyente de la Provincia de Buenos Aires.
Falleció en su quinta en San Isidro en septiembre de 1940: